# Rodrigues Seabra
José Rodrigues Seabra (Niterói, 10 de setembro de 1896 — outubro de 1965) foi um político brasileiro. Exerceu o mandato de deputado federal constituinte por Minas Gerais em 1946.